# 멘 (영화)
"멘"(영어: Men)은 2022년 개봉한 미국의 공포 드라마 영화이다. 알렉스 가랜드가 감독과 각본을 맡았다.

## 출연진

### 주연
- 제시 버클리 - 하퍼 역
- 로리 키니어 - 제프리 역

### 조연
- 파퍼 에세이두 - 제임스 역
- 게일 랜킨 - 라일리 역